# Feronia (Sardegna)
Feronia  (greco: Φηρωνία (πόλις), (Phērōnía pólis)/ Feronia (oppidum), Ptol. III 3, 4), è stata un'antica città della Sardegna, situata sulla costa nord-orientale dell'isola. Il nome si riscontra nell’opera geografica di Claudio Tolomeo, il toponimo è stato identificato con un antico insediamento alla foce del rio Posada, ai piedi della collina su cui, in epoca medioevale, sarebbe poi sorto il centro omonimo (Castello della Fava).
La città, fondata probabilmente nel IV sec. a.C., era dedicata a Feronia, la dea romana della fertilità. 
Il toponimo è da collegare con il Lucus Feroniae, il santuario della celebre dea italica, Feronia, dea agrorum sive inferorum.

## La localizzazione
Recenti studi tendono ad identificare il sito (e l'eventuale area sacra) nella frazione di Posada di Santa Caterina, tuttavia un rilevante gruppo di studiosi ipotizzano che si trovasse vicino al Portus Luguidonis (il porto romano) nei pressi della frazione di San Giovanni di Posada.